# NGC 6070B
NGC 6070B (другое обозначение — PGC 1175364) — галактика в созвездии Змея.
Этот объект не входит в число перечисленных в оригинальной редакции «Нового общего каталога» и был добавлен позднее.